# Legacy Fighting Championship
Legacy Fighting Championship（レガシー・ファイティング・チャンピオンシップ）は、アメリカ合衆国の総合格闘技団体。2006年にオーストラリア人のミック・メイナードによる前身大会「Lonestar Beatdown」設立を経て、2009年に妻のアンドレアとともに創設。2017年にResurrection Fighting Allianceと合併してLegacy Fighting Allianceを設立。メイナードは代表を退き、UFCのマッチメーカーに就任した。
2015年にキックボクシング大会「Legacy Kickboxing」の開催およびResurrection Fighting Allianceとの対抗戦などを行った。ルールはNJSACB制定の共通ルールに準拠。王座の変遷については「Legacy FC王者一覧」を参照。略称は、Legacy FCまたはLFC。